# Comtat de Burbant
El comtat de Burbant fou una jurisdicció feudal que va existir al Ducat de Lotaríngia del segle X el 1136. Al segle X el rei de Germània, Enric I l'Ocellaire (912-936) va crear els comtats de Biest i de Chièvres a l'anomenada marca d'Eename (a pocs quilòmetres d'Oudenaarde). El territori entre els rius Haine i Escalda depenia de la marca que al seu torn formava part del ducat de Baixa Lotaríngia. Terre imperial, els comtes locals aspiren a més poder i al mateix temps com a terra fronterera va quedar entre els territoris dels comtes d'Hainaut i els comtes de Flandes. El 1005 aquest darrer va ocupar Valenciennes. A la riba dreta de l'Escalda, el pagus de Burbant dins la marca d'Eename (Chièvres) i la riba esquerra possessió del comtat de Flandes. El comtat fou concedit a Gueric II d'Avesnes, castellà de Leuze, després del 1020, tenint centre a Chièvres. Vers 1136 el títol va desaparèixer i esdevingué castellania d'Ath: el comte de Burbant havia adquirit la terra d'Ath on va construir un castell, la Torre Burbant i va traslladar la capital a aquest lloc, que va formar la castellania d'Ath, feudataria del comte d'Hainaut sota Balduí IV (mort el 1171), anomenat el Constructor, que va comprar al castellà Gil de Trazegnies la terra d'Ath el 1148 però sense incloure la resta dels territoris de la castellania i la mateixa Ath; el 1158 va adquirir Braine-la-Willotte (Braine-le-Comte) del capítol de Sainte-Waudru, el 1159 va incorporar la senyoria de Chimay i el 1160 les castellanies de Valenciennes i d'Ostrevent. A la seva mort el va succeir la filla Margarida d'Hainaut que va reconèixer el net Joan II d'Avesnes com a hereu d'Hainaut, el qual va aprofitar l'anomenada guerra dels Rodons organitzada per un clan d'Ath, per apropiar-se de la resta del comtat de Burbant amb la fortalesa Ath, Condé i Leuze.